# Domleschg (landskap)
Se även: Domleschg (kommun)
Domleschg (rätoromanska Tumleastga) är ett landskap och en tidigare politisk krets i den schweiziska kantonen Graubünden. Det omfattar högra sidan av floden Hinterrheins dalgång mellan den svårforcerade passagen Viamala i söder och gränsen mot Imboden i norr. Huvudort är Fürstenau.
I geografisk mening räknades förr i begreppet Domleschg in bägge sidor av dalen, men numera räknas vänstra sidan som ett eget landskap, kallat Heinzenberg.

## Historik
Domleschg var under medeltiden uppdelat på två feodala län, Ortenstein i norr och Fürstenau i söder. 1367 anslöts de till det då bildade Gotteshausbund, och kom därmed att bli en del av nuvarande Graubünden. Inom förbundet bildade de två länen var sitt tingslag, (delvis motsvarande ett svenska  härad). Religiösa strider ledde till att Ortenstein 1788 delades upp mellan å ena sidan byarna i dalbottnen (Ortenstein im Boden) och å andra sidan byarna i bergen (Ortenstein im Berg). 
1851 indelades kantonen i kretsar, och Domleschg samlades då i en enda krets med samma namn, ingående i distriktet Heinzenberg, från och med 2000 i distriktet Hinterrhein. 2016 avskaffades kretsarnas politiska funktion, och de kvarstår endast som valkretsar. Samtidigt ersattes distrikten av regioner, och därmed ingår Domleschg i regionen Viamala.

## Språk
Tidigare har hela befolkningen i Domleschg talat sutselvisk rätoromanska. Redan under medeltiden vann dock tyska språket visst insteg i Fürstenau. Under 1800-talet började tyskan sprida sig alltmer i området. Vid sekelskiftet 1900 vara halva befolkningen tyskspråkig, och 1950 var det tre fjärdedelar. Vid folkräkningen år 2000 hade endast 4 % av invånarna rätoromanska som huvudspråk, och tyska är det enda språk som används i undervisning och offentlig förvaltning.

## Religion
Vid reformationen behöll kyrkorna i Paspels, Rodels och Tomils den katolska ordningen, medan Fürstenau, Rothenbrunnen, Scharans, Sils, Trans, Scheid och Feldis gick över till den reformerta läran. Almens (till vilken också Pratval hör) som delades i en katolsk och en reformert församling.

## Indelning
Kretsen bestod fram till och med 2008 av tolv kommuner, men från och med 2015 av endast fem kommuner. Sistnämnda år bildades en kommun med namnet Domleschg.
| Krets Domleschg   | Krets Domleschg       | Krets Domleschg |
| Kommun            | Befolkning 2014-12-31 | Yta i km²       |
| ----------------- | --------------------- | --------------- |
| Domleschg         | 1 939                 | 45,94           |
| Fürstenau         | 362                   | 1,30            |
| Rothenbrunnen     | 309                   | 3,10            |
| Scharans          | 830                   | 14,28           |
| Sils im Domleschg | 924                   | 9,32            |

Tidigare indelning i kommuner, uppställda efter de gamla tingslagen:
| Fürstenau         | Fürstenau             | Fürstenau        |
| Kommun            | Befolkning 2014-12-31 | Nuvarande kommun |
| ----------------- | --------------------- | ---------------- |
| Almens            | 225                   | Domleschg        |
| Pratval           | 241                   | Domleschg        |
| Fürstenau         | 362                   |                  |
| Scharans          | 830                   |                  |
| Sils im Domleschg | 924                   |                  |

| Ortenstein im Boden | Ortenstein im Boden   | Ortenstein im Boden |
| Kommun              | Befolkning 2014-12-31 | Nuvarande kommun    |
| ------------------- | --------------------- | ------------------- |
| Paspels             | 498                   | Domleschg           |
| Rodels              | 269                   | Domleschg           |
| Tumegl/Tomils       | 306                   | Domleschg           |
| Rothenbrunnen       | 309                   |                     |

| Ortenstein im Berg | Ortenstein im Berg    | Ortenstein im Berg |
| Kommun             | Befolkning 2014-12-31 | Nuvarande kommun   |
| ------------------ | --------------------- | ------------------ |
| Feldis/Veulden     | 115                   | Domleschg          |
| Scheid             | 151                   | Domleschg          |
| Trans              | 54                    | Domleschg          |